# 垂直（短距）起降

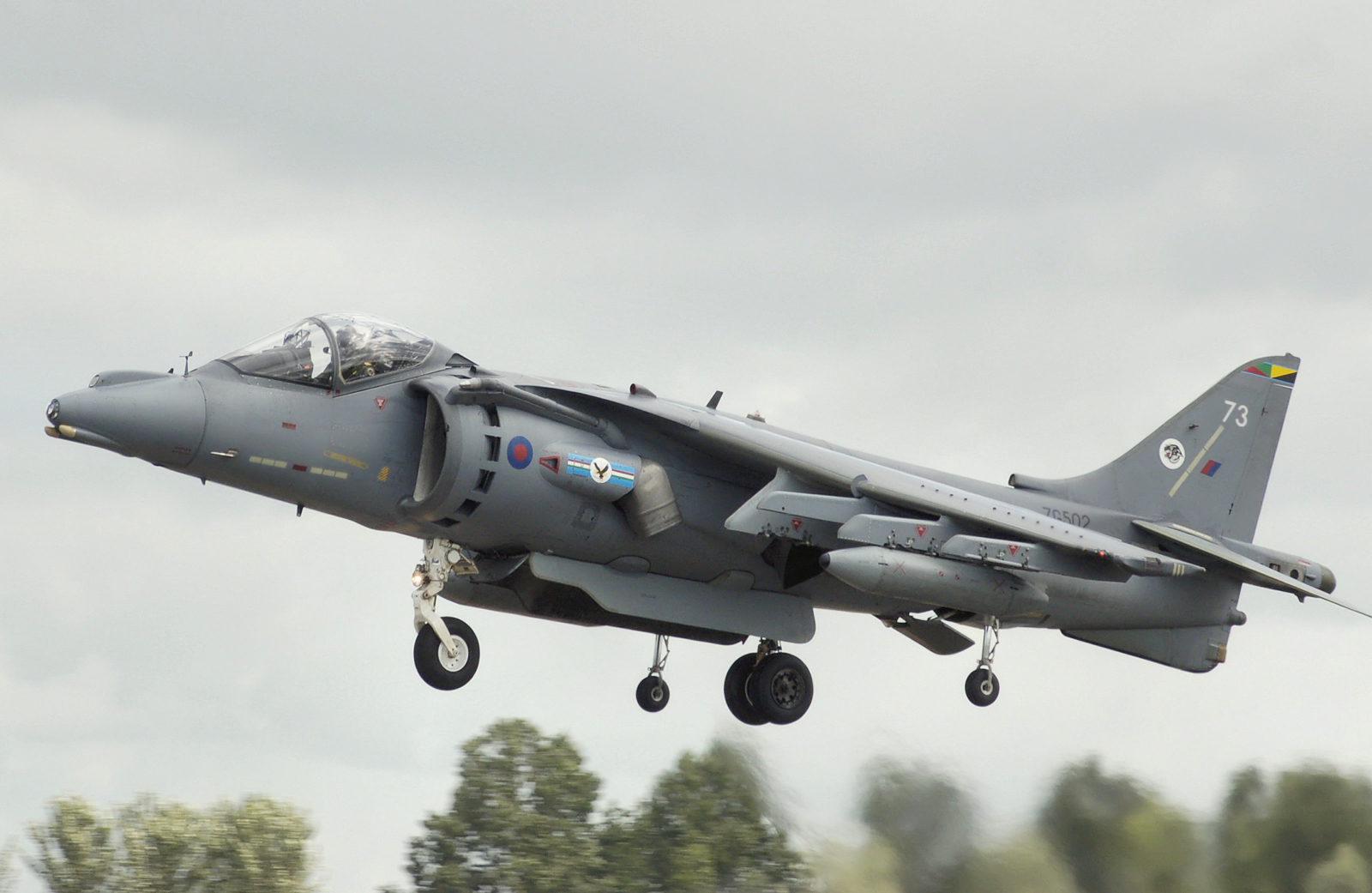
一架英国皇家空军的鹞式GR9

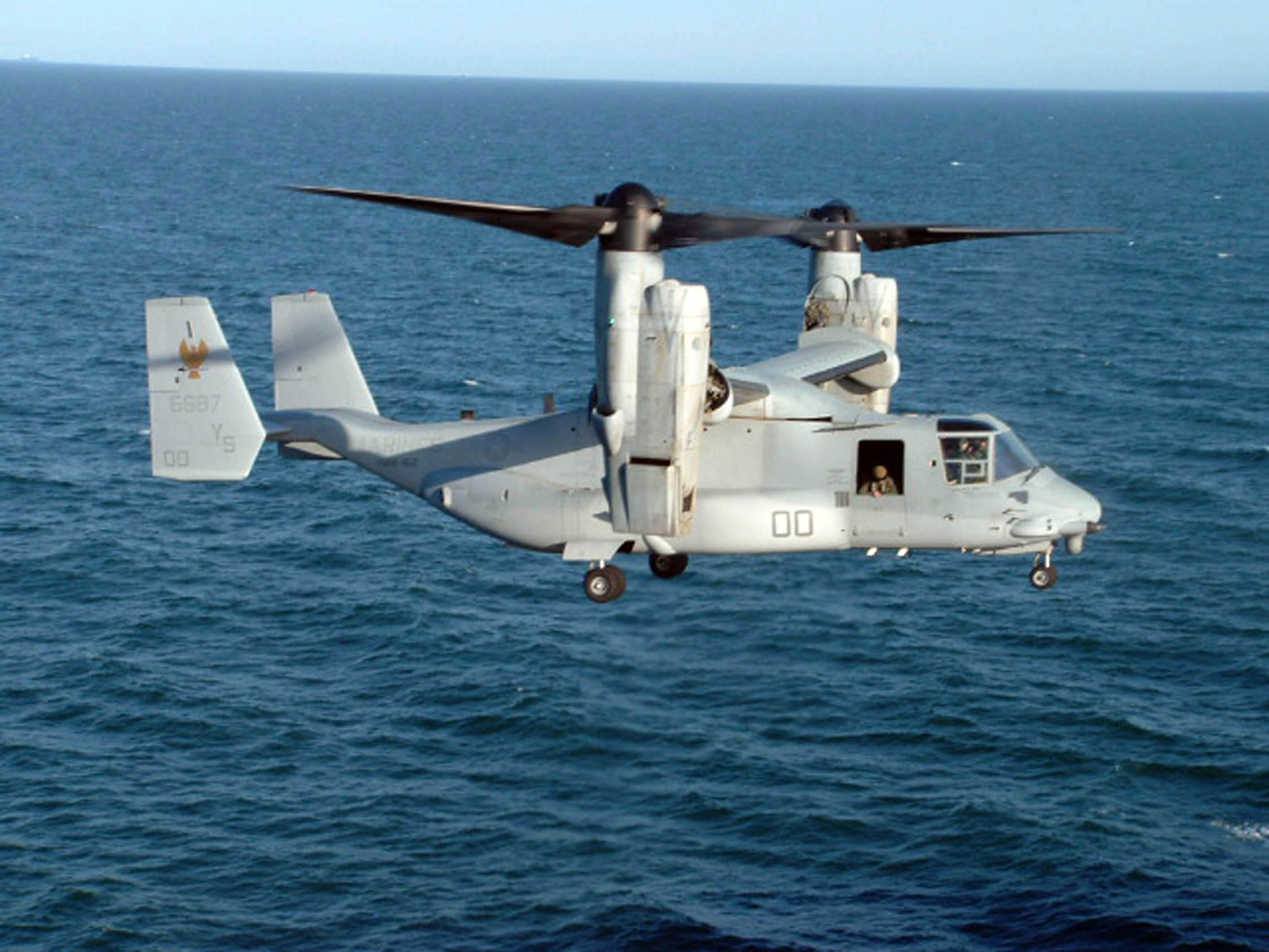
一架美国海军的MV-22鱼鹰准备在船上着陆

 垂直（短距）起降（Vertical and/or Short Take-off and Landing，缩写为V/STOL）是指飞行器能够垂直地或者在很短的跑道上进行起飞或降落。垂直起降飞行器是垂直（短距）起降飞行器的一种，其完全不需要跑道进行起降。一般来说，支持垂直（短距）起降的飞行器都能够在空中悬停。但是，该类飞行器不将直升机纳入考虑范围。

## 歷史與作戰型態
在20世纪50年代到70年代，大多数垂直（短距）起降飞行器都有很强的实验性质，亦或直接成为失败品。如今，垂直（短距）起降飞行器如F-35戰鬥機、鹞式战斗机、雅克-38戰鬥機以及V-22鱼鹰已经被大量生产。
如果条件允许，支持垂直（短距）起降的飞行器更偏向于使用短距起飞。即在军事行动中，尽量使用短距起降或传统起降，而非垂直起降。短距起飞比起垂直起飞需要更少的推力载荷，因此同一飞行器使用短距起飞比起使用垂直起飞载弹和航程得到了提升。在当下，鹞式战斗机在弹药和燃油满载的情况下甚至并不能实现垂直起飞。但在马岛战争中，垂直（短距）起降飞行器在缺乏装备飞机弹射器的大型航空母舰的情况下，依然提供了高质量的空中掩护和地面支援。此外，垂直（短距）起降的发展也允许高速喷气机从林间空地、极短的跑道或者先前只能搭载直升机的航空母舰上起飞。因此，垂直（短距）起降飞行器雖然效率偏低，主要优点是可以部署在离敌军更近的位置，以减少反应时间和油料支援需求，戰術上仍有巨大價值。

## V/STOL飞行器名单

### 矢量推力设计
- 霍克·西德利 P.1127（英语：Hawker P.1127）/鹞式战斗机：装有四座旋转喷嘴用于矢量喷气和推进。

### 斜翼喷气机
- 贝尔 XF-109（英语：Bell XF-109）
- 贝尔 65（英语：Bell 65）
- EWR VJ 101（英语：EWR VJ 101）

### 倾转旋翼机
- 奧古斯塔偉士蘭AW609傾轉旋翼機
- 奧古斯塔偉士蘭 Project Zero（英语：AgustaWestland Project Zero） 科研样品
- 贝尔 XV-3（英语：Bell XV-3）
- XV-15傾轉旋翼機
- V-22魚鷹式傾轉旋翼機
- 贝尔 V-280（英语：Bell V-280 Valor）

### 斜翼机
- 柯蒂斯-萊特 X-19（英语：Curtiss-Wright X-19）
- Canadair CL-84（英语：Canadair CL-84）
- LTV XC-142（英语：LTV XC-142）
- 贝尔 X-22（英语：Bell X-22）
- Hiller X-18（英语：Hiller X-18）

### 横纵向推力分离式设计
- 多尼尔 Do 31（英语：Dornier Do 31）
- 卡莫夫 Ka-22（英语：Kamov Ka-22）
- 洛克希德 XV-4 蜂鸟（英语：Lockheed XV-4 Hummingbird）
- 达梭航太 Balzac V（英语：Dassault Balzac V）
- 幻影 IIIV（英语：Dassault Mirage IIIV）
- Ryan XV-5（英语：XV-5 Vertifan）
- VFW VAK 191B（英语：VFW VAK 191B）
- 雅克-38戰鬥機
- 雅克-141战斗机
- 肖特 SC.1（英语：Short SC.1）

### 超音速飞机
尽管在前期很多设计被付诸实践并得到各方面测试，2016年投入使用的F-35B戰鬥機却是第一款也是唯一一款达到服役水准的V/STOL飞行器。
- 贝尔D-188A
- EWR VJ 101（英语：EWR VJ 101）
- 幻影IIIV（英语：Dassault Mirage IIIV）
- 霍克·西德利 P.1154（英语：Hawker Siddeley P.1154）（未完成）
- XFV-12戰鬥機
- 雅克-141战斗机
- X-35验证机 / F-35B使用F135渦輪扇發動機。其成为第一款能够在同一出击架次胜任短距起飞——超音速飞行——垂直降落的飞行器。[2]

## 採用V/STOL模式的艦船
- 美国
  - 美利堅級兩棲突擊艦
  - 胡蜂級兩棲突擊艦
  - 塔拉瓦級兩棲突擊艦（已退役）
- 英国
  - 伊莉莎白女王級航空母艦
  - 半人馬級航空母艦：競技神號航空母艦 (R12)（已退役）
  - 無敵級航空母艦（已退役）
  - 大西洋運輸者號（已沉沒）[3]
- 義大利
  - 第里雅斯特級兩棲突擊艦
  - 加富爾級：加富爾號航空母艦
  - 加里波底級：加里波底號航空母艦（已退役）
- 西班牙
  - 胡安·卡洛斯一世號戰略投射艦
  - 阿斯圖里亞斯親王級：阿斯圖里亞斯親王號航空母艦（已退役）
  - 獨立級航空母艦：戴達羅號航空母艦（已退役）
- 日本
  - 出云級直升機驅逐艦
- 泰國
  - 阿斯圖里亞斯親王級：查克里·納呂貝特號航空母艦（已停止使用V/STOL模式起降）
- 印度
  - 半人馬級航空母艦：維拉特號航空母艦（已退役）
  - 威嚴級航空母艦：維克蘭特號航空母艦 (R11)（已退役）
- 苏联
  - 基輔級航空母艦（已退役）